# Campions d'individual masculí del Torneig de Wimbledon
El torneig de Wimbledon o The Championships, Wimbledon és el torneig de tennis més antic del món, i generalment es considera el més prestigiós. La primera edició del torneig es va l'any 1887 i des de llavors, sempre sobre pista de gespa del club All England Lawn Tennis and Croquet Club del barri de Wimbledon, Londres, Anglaterra. Es tracta d'un dels quatre tornejos Grand Slams de tennis.
Sempre s'ha disputat en el mateix club de tennis, que inicialment estava situat a Worple Road, però el 1922 es va traslladar a Church Road. Durant tota la seva història hi ha hagut dos períodes en què no s'ha disputat: 1915-18 per la Primera Guerra Mundial i 1940-45 per la Segona Guerra Mundial.
La competició individual masculina se celebra des de la seva inauguració l'any 1877. Fins a l'any 1922, el campió accedia directament a la final de l'edició següent mentre tots els altres tennistes lluitaven per ser l'altre finalista. En cas d'absència del campió de l'edició anterior, el vencedor de les rondes prèvies per accedir a la final era proclamat campió del torneig. Els vencedors reben una copa daurada de 47 cm d'alçada i 19 de diàmetre que té la inscripció "The All England Lawn Tennis Club Single Handed Champion of the World". El trofeu sol ser entregat pel president de l'All England Club, el Duc de Kent.

## Palmarès

### Era amateur

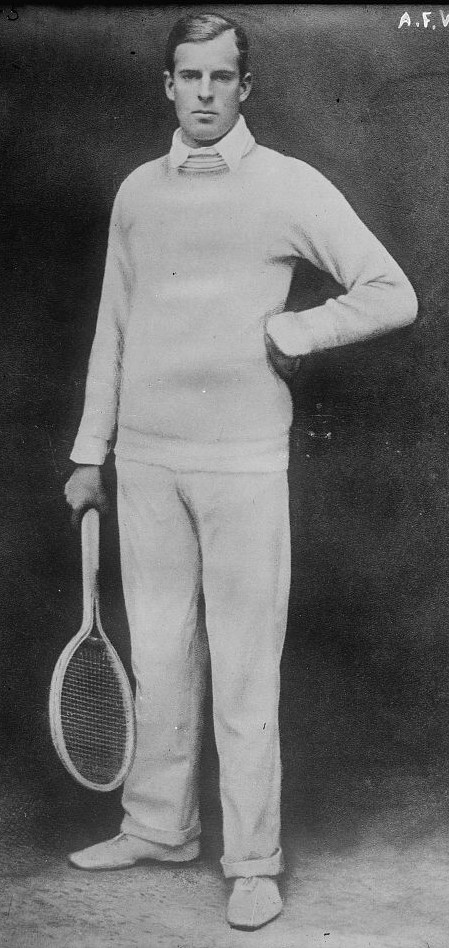
Anthony Wilding fou el primer campió múltiple de fora les Illes Britàniques amb quatre títols.

Fins a l'any 1922, el campió accedia directament a la final de l'edició següent.
| Any  | Vencedor                                       | Finalista                                      | Resultat                                       |
| ---- | ---------------------------------------------- | ---------------------------------------------- | ---------------------------------------------- |
| 1877 | Spencer Gore                                   | William Marshall                               | 6−1, 6−2, 6−4                                  |
| 1878 | Frank Hadow                                    | Spencer Gore                                   | 7−5, 6−1, 9−7                                  |
| 1879 | John Hartley                                   | Vere St Leger Goold                            | 6−2, 6−4, 6−2                                  |
| 1880 | John Hartley (2)                               | Herbert Lawford                                | 6−3, 6−2, 2−6 6−3                              |
| 1881 | William Renshaw                                | John Hartley                                   | 6−0, 6−1, 6−1                                  |
| 1882 | William Renshaw                                | Ernest Renshaw                                 | 6−1, 2−6, 4−6, 6−2, 6−2                        |
| 1883 | William Renshaw                                | Ernest Renshaw                                 | 2−6, 6−3, 6−3, 4−6, 6−3                        |
| 1884 | William Renshaw                                | Herbert Lawford                                | 6−0, 6−4, 9−7                                  |
| 1885 | William Renshaw                                | Herbert Lawford                                | 7−5, 6−2, 4−6, 7−5                             |
| 1886 | William Renshaw                                | Herbert Lawford                                | 6−0, 5−7, 6−3, 6−4                             |
| 1887 | Herbert Lawford                                | Ernest Renshaw                                 | 1−6, 6−3, 3−6, 6−4, 6−4                        |
| 1888 | Ernest Renshaw                                 | Herbert Lawford                                | 6−3, 7−5, 6−0                                  |
| 1889 | William Renshaw (7)                            | Ernest Renshaw                                 | 6−4, 6−1, 3−6, 6−0                             |
| 1890 | Willoughby Hamilton                            | William Renshaw                                | 6−8, 6−2, 3−6, 6−1, 6−1                        |
| 1891 | Wilfred Baddeley                               | Joshua Pim                                     | 6−4, 1−6, 7−5, 6−0                             |
| 1892 | Wilfred Baddeley                               | Joshua Pim                                     | 4−6, 6−3, 6−3, 6−2                             |
| 1893 | Joshua Pim                                     | Wilfred Baddeley                               | 3−6, 6−1, 6−3, 6−2                             |
| 1894 | Joshua Pim (2)                                 | Wilfred Baddeley                               | 10−8, 6−2, 8−6                                 |
| 1895 | Wilfred Baddeley (3)                           | Wilberforce Eaves                              | 4−6, 2−6, 8−6, 6−2, 6−3                        |
| 1896 | Harold Mahony                                  | Wilfred Baddeley                               | 6−2, 6−8, 5−7, 8−6, 6−3                        |
| 1897 | Reginald Doherty                               | Harold Mahony                                  | 6−4, 6−4, 6−3                                  |
| 1898 | Reginald Doherty                               | Lawrence Doherty                               | 6−3, 6−3, 2−6, 5−7, 6−1                        |
| 1899 | Reginald Doherty                               | Arthur Gore                                    | 1−6, 4−6, 6−3, 6−3, 6−3                        |
| 1900 | Reginald Doherty (4)                           | Sidney Smith                                   | 6−8, 6−3, 6−1, 6−2                             |
| 1901 | Arthur Gore                                    | Reginald Doherty                               | 4−6, 7−5, 6−4, 6−4                             |
| 1902 | Lawrence Doherty                               | Arthur Gore                                    | 6−4, 6−3, 3−6, 6−0                             |
| 1903 | Lawrence Doherty                               | Frank Riseley                                  | 7−5, 6−3, 6−0                                  |
| 1904 | Lawrence Doherty                               | Frank Riseley                                  | 6−1, 7−5, 8−6                                  |
| 1905 | Lawrence Doherty                               | Norman Brookes                                 | 8−6, 6−2, 6−4                                  |
| 1906 | Lawrence Doherty (5)                           | Frank Riseley                                  | 6−4, 4−6, 6−2, 6−3                             |
| 1907 | Norman Brookes                                 | Arthur Gore                                    | 6−4, 6−2, 6−2                                  |
| 1908 | Arthur Gore                                    | Roper Barret                                   | 6−3, 6−2, 4−6, 3−6, 6−4                        |
| 1909 | Arthur Gore (2)                                | Josiah Ritchie                                 | 6−8, 1−6, 6−2, 6−2, 6−2                        |
| 1910 | Anthony Wilding                                | Arthur Gore                                    | 6−4, 7−5, 4−6, 6−2                             |
| 1911 | Anthony Wilding                                | Roper Barret                                   | 6−4, 4−6, 2−6, 6−2, retirada                   |
| 1912 | Anthony Wilding                                | Arthur Gore                                    | 6−4, 6−4, 4−6, 6−4                             |
| 1913 | Anthony Wilding (4)                            | Maurice McLoughlin                             | 8−6, 6−3, 10−8                                 |
| 1914 | Norman Brookes (2)                             | Anthony Wilding                                | 6−4, 6−4, 7−5                                  |
| 1915 | Sense competició per la Primera Guerra Mundial | Sense competició per la Primera Guerra Mundial | Sense competició per la Primera Guerra Mundial |
| 1916 | Sense competició per la Primera Guerra Mundial | Sense competició per la Primera Guerra Mundial | Sense competició per la Primera Guerra Mundial |
| 1917 | Sense competició per la Primera Guerra Mundial | Sense competició per la Primera Guerra Mundial | Sense competició per la Primera Guerra Mundial |
| 1918 | Sense competició per la Primera Guerra Mundial | Sense competició per la Primera Guerra Mundial | Sense competició per la Primera Guerra Mundial |
| 1919 | Gerald Patterson                               | Norman Brookes                                 | 6−3, 7−5, 6−2                                  |
| 1920 | Bill Tilden                                    | Gerald Patterson                               | 2−6, 6−2, 6−3, 6−4                             |
| 1921 | Bill Tilden                                    | Brian Norton                                   | 4−6, 2−6, 6−1, 6−0, 7−5                        |
| 1922 | Gerald Patterson (2)                           | Randolph Lycett                                | 6−3, 6−4, 6−2                                  |
| 1923 | Bill Johnston                                  | Frank Hunter                                   | 6−0, 6−3, 6−1                                  |
| 1924 | Jean Borotra                                   | René Lacoste                                   | 6−1, 3−6, 6−1, 3−6, 6−4                        |
| 1925 | René Lacoste                                   | Jean Borotra                                   | 6−3, 6−3, 4−6, 8−6                             |
| 1926 | Jean Borotra (2)                               | Howard Kinsey                                  | 8−6, 6−1, 6−3                                  |
| 1927 | Henri Cochet                                   | Jean Borotra                                   | 4−6, 4−6, 6−3, 6−4, 7−5                        |
| 1928 | René Lacoste (2)                               | Henri Cochet                                   | 6−1, 4−6, 6−4, 6−2                             |
| 1929 | Henri Cochet (2)                               | Jean Borotra                                   | 6−4, 6−3, 6−4                                  |
| 1930 | Bill Tilden (3)                                | Wilmer Allison                                 | 6−3, 9−7, 6−4                                  |
| 1931 | Sidney Wood                                    | Francis Shields                                | No presentat                                   |
| 1932 | Ellsworth Vines                                | Henry Wilfred Austin                           | 6−4, 6−2, 6−0                                  |
| 1933 | Jack Crawford                                  | Ellsworth Vines                                | 4−6, 11−9, 6−2, 2−6, 6−4                       |
| 1934 | Fred Perry                                     | Jack Crawford                                  | 6−3, 6−0, 7−5                                  |
| 1935 | Fred Perry                                     | Gottfried von Cramm                            | 6−2, 6−4, 6−4                                  |
| 1936 | Fred Perry (3)                                 | Gottfried von Cramm                            | 6−1, 6−1, 6−0                                  |
| 1937 | Don Budge                                      | Gottfried von Cramm                            | 6−3, 6−4, 6−2                                  |
| 1938 | Don Budge (2)                                  | Henry Wilfred Austin                           | 6−1, 6−0, 6−3                                  |
| 1939 | Bobboy Riggs                                   | Elwood Cooke                                   | 2−6, 8−6, 3−6, 6−3, 6−2                        |
| 1940 | Sense competició per la Segona Guerra Mundial  | Sense competició per la Segona Guerra Mundial  | Sense competició per la Segona Guerra Mundial  |
| 1941 | Sense competició per la Segona Guerra Mundial  | Sense competició per la Segona Guerra Mundial  | Sense competició per la Segona Guerra Mundial  |
| 1942 | Sense competició per la Segona Guerra Mundial  | Sense competició per la Segona Guerra Mundial  | Sense competició per la Segona Guerra Mundial  |
| 1943 | Sense competició per la Segona Guerra Mundial  | Sense competició per la Segona Guerra Mundial  | Sense competició per la Segona Guerra Mundial  |
| 1944 | Sense competició per la Segona Guerra Mundial  | Sense competició per la Segona Guerra Mundial  | Sense competició per la Segona Guerra Mundial  |
| 1945 | Sense competició per la Segona Guerra Mundial  | Sense competició per la Segona Guerra Mundial  | Sense competició per la Segona Guerra Mundial  |
| 1946 | Yvon Petra                                     | Geoff Brown                                    | 6−2, 6−4, 7−9, 5−7, 6−4                        |
| 1947 | Jack Kramer                                    | Tom Brown                                      | 6−1, 6−3, 6−2                                  |
| 1948 | Bob Falkenburg                                 | John Bromwich                                  | 7−5, 0−6, 6−2, 3−6, 7−5                        |
| 1949 | Ted Schroeder                                  | Jaroslav Drobny                                | 3−6, 6−0, 6−3, 4−6, 6−4                        |
| 1950 | Budge Patty                                    | Frank Sedgman                                  | 6−1, 8−10, 6−2, 6−3                            |
| 1951 | Dick Savitt                                    | Ken McGregor                                   | 6−4, 6−4, 6−4                                  |
| 1952 | Frank Sedgman                                  | Jaroslav Drobny                                | 4−6, 6−2, 6−3, 6−2                             |
| 1953 | Vic Seixas                                     | Kurt Nielsen                                   | 9−7, 6−3, 6−4                                  |
| 1954 | Jaroslav Drobny                                | Ken Rosewall                                   | 13−11, 4−6, 6−2, 9−7                           |
| 1955 | Tony Trabert                                   | Kurt Nielsen                                   | 6−3, 7−5, 6−1                                  |
| 1956 | Lew Hoad                                       | Ken Rosewall                                   | 6−2, 4−6, 7−5, 6−4                             |
| 1957 | Lew Hoad (2)                                   | Neale Fraser                                   | 6−2, 6−1, 6−2                                  |
| 1958 | Ashley Cooper                                  | Neale Fraser                                   | 3−6, 6−3, 6−4, 13−11                           |
| 1959 | Alex Olmedo                                    | Rod Laver                                      | 6−4, 6−3, 6−4                                  |
| 1960 | Neale Fraser                                   | Rod Laver                                      | 6−4, 3−6, 9−7, 7−5                             |
| 1961 | Rod Laver                                      | Chuck McKinley                                 | 6−3, 6−1, 6−4                                  |
| 1962 | Rod Laver                                      | Marty Mulligan                                 | 6−2, 6−2, 6−1                                  |
| 1963 | Chuck McKinley                                 | Fred Stolle                                    | 9−7, 6−1, 6−4                                  |
| 1964 | Roy Emerson                                    | Fred Stolle                                    | 6−1, 12−10, 4−6, 6−3                           |
| 1965 | Roy Emerson (2)                                | Fred Stolle                                    | 6−2, 6−4, 6−4                                  |
| 1966 | Manuel Santana                                 | Dennis Ralston                                 | 6−4, 11−9, 6−4                                 |
| 1967 | John Newcombe                                  | Wilhelm Bungert                                | 6−3, 6−1, 6−1                                  |

### Era Open

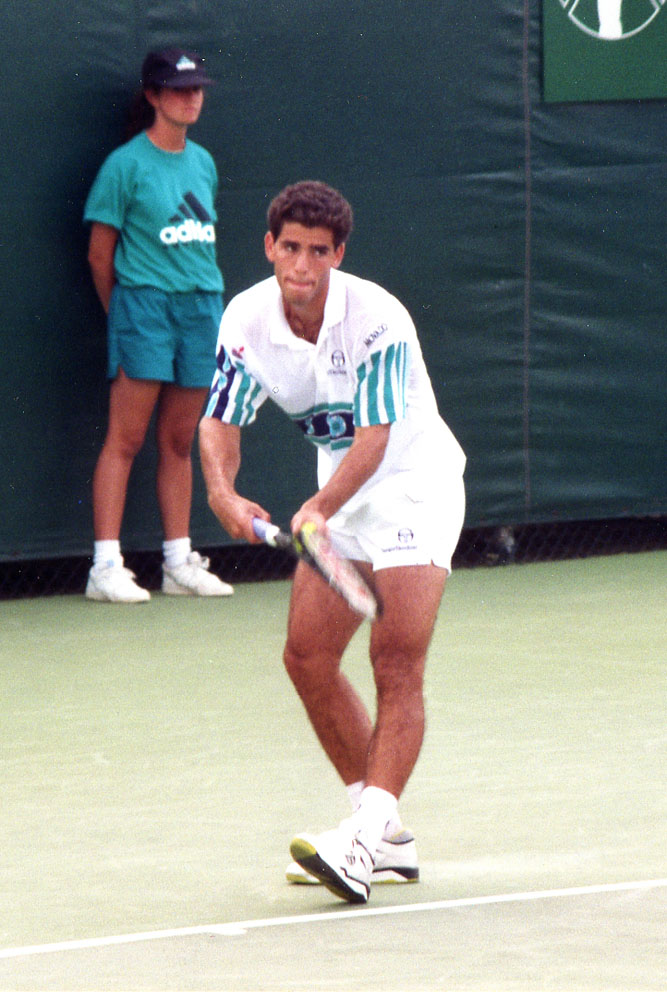
Pete Sampras va aconseguir set títols individuals.

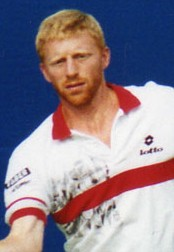
Boris Becker va guanyar tres de les set finals que va jugar.

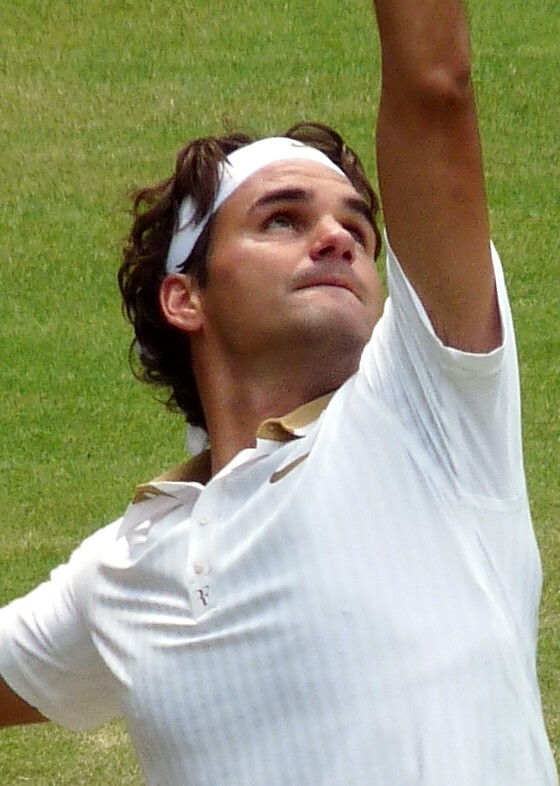
Roger Federer va guanyar un total de vuit títols, cinc d'ells consecutius, i també va disputar un total de dotze finals, set de consecutives.

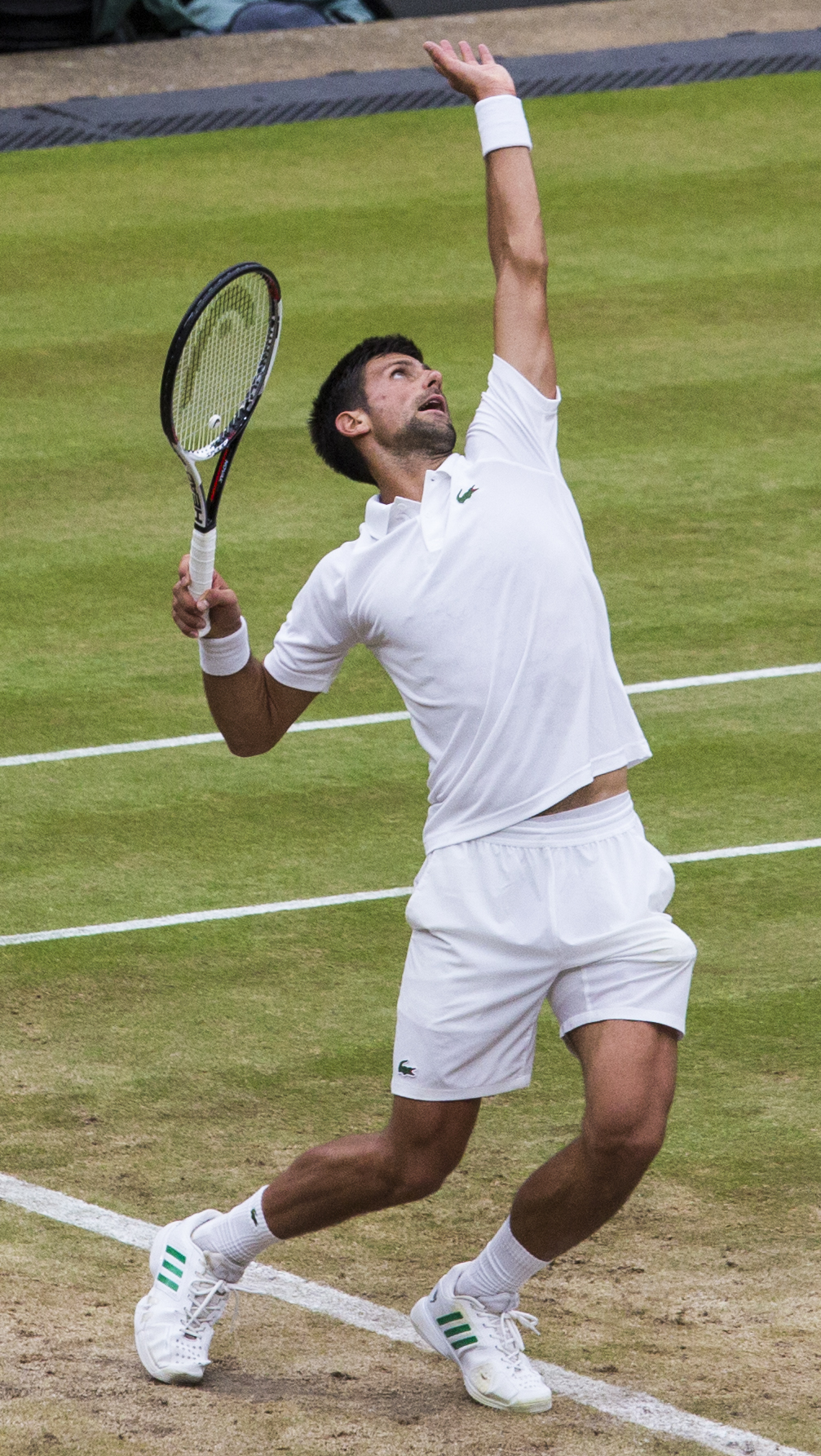
Novak Đoković va guanyar un total de vuit títols de dis finals disputades.

| Any  | Vencedor                                          | Finalista                                         | Resultat                                          |
| ---- | ------------------------------------------------- | ------------------------------------------------- | ------------------------------------------------- |
| 1968 | Rod Laver                                         | Tony Roche                                        | 6−3, 6−4, 6−2                                     |
| 1969 | Rod Laver (4)                                     | John Newcombe                                     | 6−4, 5−7, 6−4, 6−4                                |
| 1970 | John Newcombe                                     | Ken Rosewall                                      | 5−7, 6−3, 6−2, 3−6, 6−1                           |
| 1971 | John Newcombe (3)                                 | Stan Smith                                        | 6−3, 5−7, 2−6, 6−4, 6−4                           |
| 1972 | Stan Smith                                        | Ilie Năstase                                      | 4−6, 6−3, 6−3, 4−6, 7−5                           |
| 1973 | Jan Kodeš                                         | Alex Metreveli                                    | 6−1, 9−8, 6−3                                     |
| 1974 | Jimmy Connors                                     | Ken Rosewall                                      | 6−1, 6−1, 6−4                                     |
| 1975 | Arthur Ashe                                       | Jimmy Connors                                     | 6−1, 6−1, 5−7, 6−4                                |
| 1976 | Björn Borg                                        | Ilie Năstase                                      | 6−4, 6−2, 9−7                                     |
| 1977 | Björn Borg                                        | Jimmy Connors                                     | 3−6, 6−2, 6−1, 5−7, 6−4                           |
| 1978 | Björn Borg                                        | Jimmy Connors                                     | 6−2, 6−2, 6−3                                     |
| 1979 | Björn Borg                                        | Roscoe Tanner                                     | 6−7(4) 6−1, 3−6, 6−3, 6−4                         |
| 1980 | Björn Borg (5)                                    | John McEnroe                                      | 1−6, 7−5, 6−3, 6−7(16), 8−6                       |
| 1981 | John McEnroe                                      | Björn Borg                                        | 4−6, 7−6(1), 7−6(4), 6−4                          |
| 1982 | Jimmy Connors (2)                                 | John McEnroe                                      | 3−6, 6−3, 6−7(2), 7−6(5), 6−4                     |
| 1983 | John McEnroe                                      | Chris Lewis                                       | 6−2, 6−2, 6−2                                     |
| 1984 | John McEnroe (3)                                  | Jimmy Connors                                     | 6−1, 6−1, 6−2                                     |
| 1985 | Boris Becker                                      | Kevin Curren                                      | 6−3, 6−7(4), 7−6(3), 6−4                          |
| 1986 | Boris Becker                                      | Ivan Lendl                                        | 6−4, 6−3, 7−5                                     |
| 1987 | Pat Cash                                          | Ivan Lendl                                        | 7−6(5), 6−2, 7−5                                  |
| 1988 | Stephan Edberg                                    | Boris Becker                                      | 4−6, 7−6(2), 6−4, 6−2                             |
| 1989 | Boris Becker (3)                                  | Stephan Edberg                                    | 6−0, 7−6(1), 6−4                                  |
| 1990 | Stephan Edberg (2)                                | Boris Becker                                      | 6−2, 6−2, 3−6, 3−6, 6−4                           |
| 1991 | Michael Stich                                     | Boris Becker                                      | 6−4, 7−6(4), 6−4                                  |
| 1992 | André Agassi                                      | Goran Ivanisevic                                  | 6−7(8), 6−4, 6−4, 1−6, 6−4                        |
| 1993 | Pete Sampras                                      | Jim Courier                                       | 7−6(3), 7−6(6), 3−6, 6−3                          |
| 1994 | Pete Sampras                                      | Goran Ivanisevic                                  | 7−6(2), 7−6(5), 6−0                               |
| 1995 | Pete Sampras                                      | Boris Becker                                      | 6−7, 6−2, 6−4, 6−2                                |
| 1996 | Richard Krajicek                                  | Malivai Washington                                | 6−3, 6−4, 6−3                                     |
| 1997 | Pete Sampras                                      | Cédric Pioline                                    | 6−4, 6−2, 6−4                                     |
| 1998 | Pete Sampras                                      | Goran Ivanisevic                                  | 6−7(2), 7−6(9), 6−4, 3−6, 6−2                     |
| 1999 | Pete Sampras                                      | André Agassi                                      | 6−3, 6−4, 7−5                                     |
| 2000 | Pete Sampras (7)                                  | Patrick Rafter                                    | 6−7(10), 7−6(5), 6−4, 6−2                         |
| 2001 | Goran Ivanisevic                                  | Patrick Rafter                                    | 6−3, 3−6, 6−3, 2−6, 9−7                           |
| 2002 | Lleyton Hewitt                                    | David Nalbandian                                  | 6−1, 6−3, 6−2                                     |
| 2003 | Roger Federer                                     | Mark Philippoussis                                | 7−6(5), 6−2, 7−6(3)                               |
| 2004 | Roger Federer                                     | Andy Roddick                                      | 4−6, 7−5, 7−6(3), 6−4                             |
| 2005 | Roger Federer                                     | Andy Roddick                                      | 6−2, 7−6(2), 6−4                                  |
| 2006 | Roger Federer                                     | Rafael Nadal                                      | 6−0, 7−6(5), 6−7(2), 6−3                          |
| 2007 | Roger Federer                                     | Rafael Nadal                                      | 7−6(7), 4−6, 7−6(3), 2−6, 6−2                     |
| 2008 | Rafael Nadal                                      | Roger Federer                                     | 6−4, 6−4, 6−7(5), 6−7(8), 9−7                     |
| 2009 | Roger Federer                                     | Andy Roddick                                      | 5−7, 7−6(6), 7−6(5), 3−6, 16−14                   |
| 2010 | Rafael Nadal (2)                                  | Tomáš Berdych                                     | 6−3, 7−5, 6−4                                     |
| 2011 | Novak Đoković                                     | Rafael Nadal                                      | 6−4, 6−1, 1−6, 6−3                                |
| 2012 | Roger Federer                                     | Andy Murray                                       | 4−6, 7−5, 6−3, 6−4                                |
| 2013 | Andy Murray                                       | Novak Đoković                                     | 6−4, 7−5, 6−4                                     |
| 2014 | Novak Đoković                                     | Roger Federer                                     | 6−7(7), 6−4, 7−6(4), 5−7, 6−4                     |
| 2015 | Novak Đoković                                     | Roger Federer                                     | 7−6(1), 6−7(10), 6−4, 6−3                         |
| 2016 | Andy Murray (2)                                   | Milos Raonic                                      | 6−4, 7−6(3), 7−6(2)                               |
| 2017 | Roger Federer (8)                                 | Marin Čilić                                       | 6−3, 6−1, 6−4                                     |
| 2018 | Novak Đoković                                     | Kevin Anderson                                    | 6−2, 6−2, 7−6(3)                                  |
| 2019 | Novak Đoković                                     | Roger Federer                                     | 7−6(5), 1−6, 7−6(4), 4−6, 13−12(3)                |
| 2020 | Torneig suspès a causa de la pandèmia de COVID-19 | Torneig suspès a causa de la pandèmia de COVID-19 | Torneig suspès a causa de la pandèmia de COVID-19 |
| 2021 | Novak Đoković                                     | Matteo Berrettini                                 | 6−7(4), 6−4, 6−4, 6−3                             |
| 2022 | Novak Đoković (7)                                 | Nick Kyrgios                                      | 4−6, 6−3, 6−4, 7−6(3)                             |
| 2023 | Carlos Alcaraz                                    | Novak Đoković                                     | 1−6, 7−6(6), 6−1, 3−6, 6−4                        |
| 2024 | Carlos Alcaraz (2)                                | Novak Đoković                                     | 6−2, 6−2, 7−6(4)                                  |
| 2025 | Jannik Sinner                                     | Carlos Alcaraz                                    | 4−6, 6−4, 6−4, 6−4                                |

## Estadístiques

### Campions múltiples
| Tennistes en actiu |

| Tennista         | Era Amateur | Era Open | Total | Anys                                           |
| ---------------- | ----------- | -------- | ----- | ---------------------------------------------- |
| Roger Federer    | 0           | 8        | 8     | 2003, 2004, 2005, 2006, 2007, 2009, 2012, 2017 |
| William Renshaw  | 7           | 0        | 7     | 1881, 1882, 1883, 1884, 1885, 1886, 1889       |
| Pete Sampras     | 0           | 7        | 7     | 1993, 1994, 1995, 1997, 1998, 1999, 2000       |
| Novak Đoković    | 0           | 7        | 7     | 2011, 2014, 2015, 2018, 2019, 2021, 2022       |
| Lawrence Doherty | 5           | 0        | 5     | 1902, 1903, 1904, 1905, 1906                   |
| Björn Borg       | 0           | 5        | 5     | 1976, 1977, 1978, 1979, 1980                   |
| Reginald Doherty | 4           | 0        | 4     | 1897, 1898, 1899, 1900                         |
| Anthony Wilding  | 4           | 0        | 4     | 1910, 1911, 1912, 1913                         |
| Rod Laver        | 2           | 2        | 4     | 1961, 1962, 1968, 1969                         |
| Wilfred Baddeley | 3           | 0        | 3     | 1891, 1892, 1895                               |
| Bill Tilden      | 3           | 0        | 3     | 1920, 1921, 1930                               |
| Fred Perry       | 3           | 0        | 3     | 1934, 1935, 1936                               |
| John Newcombe    | 1           | 2        | 3     | 1967, 1970, 1971                               |
| John McEnroe     | 0           | 3        | 3     | 1981, 1983, 1984                               |
| Boris Becker     | 0           | 3        | 3     | 1985, 1986, 1989                               |
| John Hartley     | 2           | 0        | 2     | 1879, 1880                                     |
| Joshua Pim       | 2           | 0        | 2     | 1893, 1894                                     |
| Arthur Gore      | 2           | 0        | 2     | 1908, 1909                                     |
| Norman Brookes   | 2           | 0        | 2     | 1907, 1914                                     |
| Gerald Patterson | 2           | 0        | 2     | 1919, 1922                                     |
| Jean Borotra     | 2           | 0        | 2     | 1924, 1926                                     |
| René Lacoste     | 2           | 0        | 2     | 1925, 1928                                     |
| Henri Cochet     | 2           | 0        | 2     | 1927, 1929                                     |
| Don Budge        | 2           | 0        | 2     | 1937, 1938                                     |
| Lew Hoad         | 2           | 0        | 2     | 1956, 1957                                     |
| Roy Emerson      | 2           | 0        | 2     | 1964, 1965                                     |
| Jimmy Connors    | 0           | 2        | 2     | 1974, 1982                                     |
| Stephan Edberg   | 0           | 2        | 2     | 1988, 1990                                     |
| Rafael Nadal     | 0           | 2        | 2     | 2008, 2010                                     |
| Andy Murray      | 0           | 2        | 2     | 2013, 2016                                     |
| Carlos Alcaraz   | 0           | 2        | 2     | 2023, 2024                                     |

### Campions per països
| Països desapareguts |

| País             | Era Amateur | Era Open | Total | Primer títol | Últim títol |
| ---------------- | ----------- | -------- | ----- | ------------ | ----------- |
| Regne Unit 1     | 35          | 2        | 37    | 1877         | 2016        |
| Estats Units     | 18          | 15       | 33    | 1920         | 2000        |
| Austràlia        | 15          | 6        | 21    | 1907         | 2002        |
| Suïssa           | 0           | 8        | 8     | 2003         | 2017        |
| França           | 7           | 0        | 7     | 1924         | 1946        |
| Suècia           | 0           | 7        | 7     | 1976         | 1990        |
| Sèrbia           | 0           | 7        | 7     | 2011         | 2022        |
| Espanya          | 1           | 4        | 5     | 1966         | 2024        |
| / Alemanya 2     | 0           | 4        | 4     | 1985         | 1991        |
| Nova Zelanda     | 4           | 0        | 4     | 1910         | 1913        |
| Croàcia          | 0           | 1        | 1     | 2001         | 2001        |
| / Egipte         | 1           | 0        | 1     | 1954         | 1954        |
| Itàlia           | 0           | 1        | 1     | 2025         | 2025        |
| Països Baixos    | 0           | 1        | 1     | 1996         | 1996        |
| Txecoslovàquia 3 | 0           | 1        | 1     | 1973         | 1973        |